# Güreşen, Borçka
Güreşen là một xã thuộc huyện Borçka, tỉnh Artvin, Thổ Nhĩ Kỳ. Dân số thời điểm năm 2010 là 1.391 người.